# Maria Bernades Guardiola
Maria Bernades Guardiola (Tàrrega, 3 de juliol de 1900 - Viladecans, 10 de desembre de 2000) va ser una llevadora targarina que va desenvolupar la seva feina sobretot a Viladecans, i també al poble veí de Sant Climent. Des de 2003, per decisió del consistori de Viladecans, el Centre d'atenció primària del Pla dels Màrtirs del Setge de 1714 porta el seu nom.

## Biografia
Filla d’Antònia Guardiola Castellà, mestressa de casa, i Jaume Bernades Virgili, fuster, ella era la gran de sis germans. Des dels 15 anys treballà com a minyona a Sabadell, però, havent tingut el somni de ser llevadora, quan tenia 20 anys es traslladà a Barcelona per estudiar Obstetrícia  a l’Hospital Clínic. S’hi graduà l’any 1924 com a primera de la seva promoció.
Al desembre de 1926 va començar a treballar a Viladecans com a titular de la plaça de llevadora. Hi estigué fins que se’n jubilà, als  69 anys. Al llarg d’aquest temps ajudà a néixer milers de nadons a la ciutat. al principi en l’assistència a casa i a partir de 1952, any en què es va inaugurar l’Hospital de Viladecans, ajudant els metges i metgesses que van assumir l’atenció als parts.

## Reconeixements
L’any 1971 el Col·legi de Llevadores de Barcelona va lliurar-li la Cigonya de Plata pels seus cinquanta anys de dedicació professional.
L’Ajuntament de Viladecans, per acord municipal de 27 de febrer de 2003, va posar el seu nom al Centre d'atenció primària número 2 de la ciutat. Bernades, coneguda a la localitat com la «senyora Maria», ha estat inclosa en una exposició sobre Dones de Viladecans i espais públics.
L’Ajuntament de Tàrrega li va dedicar la tercera biografia de la col·lecció de llibres infantils «On són les dones targarines?», centrats a donar a conèixer dones rellevants de la ciutat. Aquest volum és escrit per Teresa Barrot de la Puente i il·lustrat per Camil·la Minguell Cardeñes. El projecte s’acompanya també d’un documental i una exposició.